# Gabe Abrahams

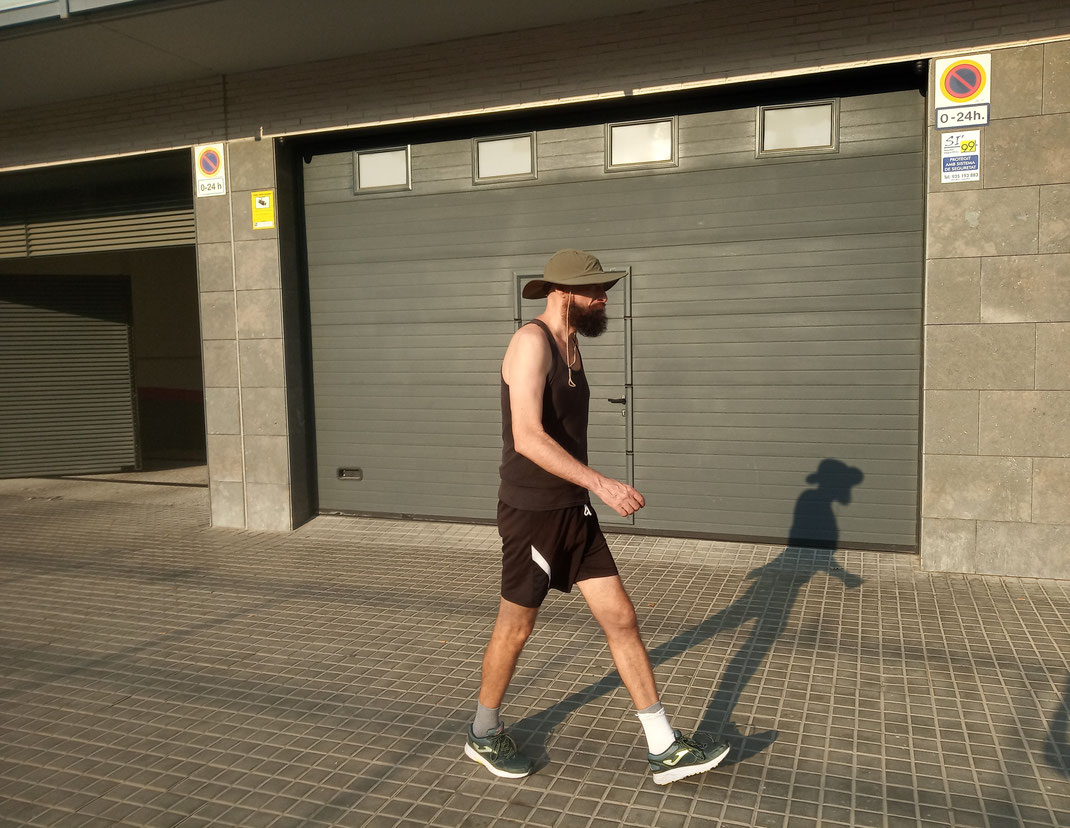
El marxador Gabe Abrahams, durant els 10 dies per la Costa de Catalunya. 06-2021

Gabe Abrahams (Les Corts, Barcelona, 4 d'abril de 1966) és un marxador de grans distàncies multiday i plusmarquista mundial de marxa nòrdica, beach run, beach walking i speed walking, i també periodista i escriptor català.
Gabe Abrahams és un marxador i rècord mundial de caminades o marxes de diversos dies, també anomenades en anglès 'multiday' (caminades, caminades ràpides, caminades per la platja).
És descendent per línia materna de la Casa noble del Solar de Valdeosera, de La Rioja, i de la Casa d'Elgeta, del País Basc, que eren senyors de Guipúscoa. Els seus avantpassats també van ser d'altres punts d'Espanya, jueus i escandinaus.
Català d'origen, el 2019 traslladà la seva residència a Tudela pels llaços que la seva família tenia amb Navarra.

## Tolosa-Lleida
Amb vint anys, debutà en la seva primera gran marxa de diversos dies de durada, amb 500 quilòmetres des de Tolosa, a França, fins a Lleida, travessant Pau, a l'Occitània francesa.
A la dècada del 2000, va debutar en esports com Beach Run i Marxa nòrdica. En l'especialitat de Beach Run va batre el rècord mundial de 20 quilòmetres el 2013 i en la de marxa nòrdica en ruta, 10 quilòmetres el 2010 i el 2011, 5 quilòmetres el 2011 i el 2012, 50 milles el 2011, una distància considerada ja d'ultraresistència, i 10 milles el 2014.

## 500 milles de Beach Walking
El 2014 Gabe Abrahams va deixar la pràctica d'aquests esports i es va centrar en grans caminades multiday, o de diversos dies. Així, durant l'agost de l'any 2015 va caminar en diversos circuits homologats durant 500 quilòmetres per la sorra de les platges del Barcelonès (Sant Adrià de Besòs, Badalona i Barcelona), en 206 hores i 30 minuts (8 dies, 14 hores i 30 minuts). I va batre els rècords mundials de caminada de platja (beach walking) de 300 milles i 500 quilòmetres.
L'any 2016 va caminar 500 milles en circuits homologats per la sorra de les platges de Castelldefels, Barcelona, Sant Adrià del Besòs i Badalona, durant 21 dies. I va batre el rècord mundial de caminada de platja de 500 milles i de màxima distancia, rècord que ell va establir en els 500 km de l'any 2015.

## 1.000 milles per Barcelona i l'Aragó
El 2017 va caminar amb la tècnica Power Walking 1.000 milles per l'Àrea Metropolitana de Barcelona, durant 36 dies i 5 hores, a través d'un circuit de 104 quilòmetres dividit en dues parts: una des de Barcelona fins a La Sentiu (Garraf) i l'altra des de Barcelona fins a Castellbisbal. El 2018, va caminar 1.000 milles per l'Aragó, en 32 dies i 21 hores. Per completar les 1.000 milles, Abrahams va recórrer cinc vegades un circuit de 320 quilòmetres que anava des de Montsó a Saragossa i de Saragossa a Montsó. El 2017 i el 2018, va batre el rècord mundial de caminada ràpida (speed walking) de 1.000 milles.

## Volta a Navarra i Cinco Villas
El 2020 Gabe Abrahams va caminar per Navarra i Cinco Villas durant 505 quilòmetres en 8 dies, 22 hores i 10 minuts. Va batre el rècord mundial en l'anomenada "Vuelta a Navarra y Cinco Villas", un itinerari que va transcórrer per municipis navarresos com Valtierra i las Bardenas Reales, Lerín, Estella, Murillo de Yerri, Santacara, Carcastillo, Tudela i Castejón, entre d'altres, i també va recórrer
municipis de la comarca aragonesa de Cinco Villas.

## 1.925 km per la costa de Catalunya
L'any 2021, Abrahams va caminar amb la tècnica Power Walking durant 535,8 quilòmetres per la costa de Catalunya en 10 dies. I va batre el rècord mundial de caminada ràpida de 10 dies. El circuit de la caminada, amb una distància de 150 km, va transcórrer per la costa de Catalunya entre les poblacions del Masnou i Vilanova i la Geltrú.
L'any 2023, Gabe Abrahams va caminar amb la tècnica Power Walking durant 1.925 quilòmetres en el mateix circuit de la costa de Catalunya en 42 dies. I va batre els rècords mundials de les 6 setmanes i de la màxima distancia de caminada rápida que ell va establir en les seves 1.000 milles de l'any 2017.
L'any 2025, Gabe Abrahams finalment va caminar amb la mateixa tècnica 403 km en 7 dies per un circuit situat a l'Àrea Metropolitana de Barcelona, entre Barcelona, Badalona i Cornellà de Llobregat, aconseguint la plusmarca mundial d'una setmana de caminada rápida.

## Columnista i articulista
Gabe Abrahams va començar a escriure sent jove. Li va ensenyar els seus escrits a l'editor Carlos Barral i aquest li va animar a seguir endavant, però Abrahams va optar per l'esport i, poc després, va realitzar la caminada Tolosa-Lleida.
Després de passar un temps col·laborant puntualment en premsa esportiva, des de l'any 2020, Gabe Abrahams va compaginar les seves caminades Multiday amb l'escriptura, publicant de manera assídua en mitjans de comunicació com Nueva Tribuna, Rebelión, etc. Els seus articles van donar prioritat a l'esport, la cultura i la història.
En aquests mitjans, Gabe Abrahams va escriure articles biogràfics sobre esportistes que van ser campions olímpics i del món com Teófilo Stevenson, Vsévolod Bobrov, Betty Cuthbert, Eddie Tolan, Piotr Bolótnikov, Alain Mimoun, Volodimir Golubnichi, Alfréd Hajós, Gheorghe Gruia, Galina Zýbina, Lina Radke, Alice Coachman, Ralph Metcalfe, Lydia Wideman, Grete Waitz, Elsy Jacobs, Miruts Yifter, Abebe Bikila, Raphaël Pujazon, Thomas Green, Ken Matthews, etc.
També va escriure articles sobre la tennista i pintora Helen Wills; el pintor Diego Rivera, relacionat amb Wills a través del seu mural L'Al·legoria de Califòrnia; els arquitectes Modest Feu i Adolf Florensa; el pintor Erik Satie; o l'hidroavió Plus ultra i la seva travessa des de Palos de la Frontera (Huelva) fins a Buenos Aires (Argentina), entre molts altres dedicats a la cultura i la història.

## Escriptor
En 2022, Gabe Abrahams va publicar el llibre Caminatas de 1.000 millas, Barcelona 2017 y Aragón 2018. En l'obra, va descriure allò que va conèixer durant les seves dues caminades de 1.000 milles: llocs i obres arquitectòniques de Barcelona, les colònies d'obrers del Llobregat, llocs i paisatges d'Aragó, el desert dels Monegres, els pobles de colons, Saragossa. El estil literari de Gabe Abrahams va ser valorat en premsa com a descriptiu i qualificat de realisme literari.
En els anys següents, Abrahams va publicar els llibres Gestas deportivas: atletas, ciclistas, tenistas... (2023) i Olímpicos, biografías de héroes del deporte (2024), llibres que van recopilar biografies d'alguns dels més grans esportistes del segle xx.